# Rotterdam Antwerpen Pijpleiding
De Rotterdam Antwerpen Pijpleiding N.V. (RAPL) werd in de tweede helft van de jaren zestig opgericht. De onderneming legde tussen Rotterdam en Antwerpen een pijpleiding aan voor het transport van ruwe aardolie.

## Historie
Door de beperkte diepgang van de Westerschelde kunnen tankers tot ongeveer 80.000 ton de raffinaderijen van Antwerpen bereiken. In Rotterdam kunnen veel grotere tankers de haven binnenvaren. Toen tankers van 250.000 ton en meer in de vaart kwamen, gaven de Belgische en Nederlandse overheid toestemming om een pijpleiding aan te leggen. Via deze 102 kilometer lange pijpleiding wordt ruwe aardolie vanuit Rotterdam naar Antwerpen vervoerd. Op 10 mei 1971 bereikte de eerste ruwe olie Antwerpen via RAPL.

## Technische details
De leiding heeft een inwendige diameter van 864 millimeter, of 34 inch. De wanddikte is 7,92 millimeter. De totale lengte is 102 kilometer waarvan 33,8 kilometer op Belgische grondgebied. De maximale capaciteit is ongeveer 30 miljoen ton ruwe aardolie op jaarbasis. Door de uitbreiding van de raffinage capaciteit in Antwerpen nadien wordt de pijpleiding nu maximaal benut.